# Damià Verger Frau
Damià Verger Frau (Palma, 1797 - 1849) va ser un metge mallorquí.

## Biografia
Es doctorà en cirurgia a Barcelona (1814) i en medicina (1820). Entre 1821 i 1822 participà en el control de l'epidèmia de febre groga tant a Palma com a Saragossa, on es traslladà per atendre el regiment d'infanteria. Com a membre de la Junta Provincial de Sanitat organitzà a Cabrera un llatzeret provisional. El 1831 participà en la fundació de la Reial Acadèmia de Medicina i Cirurgia de Palma, de la qual fou president entre 1843 i 1845, i vicepresident el 1846. Des de 1832 va pertànyer a l'Acadèmia de Medicina, que li havia premiat el seu treball "Memoria sobre el vicio sifilítico". El 1840 es va fer càrrec d'una de les càtedres de medicina de la Universitat Lul·liana.

## Obres
- Breve resumen de la historia de la Cirugía hasta la época de Hipocrates... (1833)
- Memoria sobre el cólera morbo asiático (1833)
- Memoria sobre la fiebre tiphoidea (1831)
- Observaciones médico-prácticas de una chorea o bayle de San Vito (1831)
- ¿Existe ó no el virus sifilítico? Los medios antiflocpíticos ¿pueden por si solos curar la sífilis? (1837)
- Observación de una criatura monstruosa por defecto (1845)